# Camilo Montes Rodríguez
Camilo Montes Rodríguez (Bogotá, Colombia; 29 de abril de 1967) es un geólogo y científico colombiano, profesor de Geología del departamento de Física y Geociencias de la Universidad del Norte en Colombia. Destaca por su trabajo de investigación sobre las diferentes configuraciones tectónicas de Los Andes y del Caribe. Según sus estudios junto con el profesor Carlos Jaramillo, demuestra que la Formación del Istmo de Panamá ocurrió hace 15 o 20 millones de años y no hace 5 millones de años. Por su labor científica, recibió en 2018 el título de Miembro Correspondiente de la Academia Colombiana de Ciencias.

## Biografía
Hijo de José Joaquín Montes Giraldo uno de los estudiosos más sobresalientes de la lengua en Colombia, quien fue jefe del Departamento de Dialectología del Instituto Caro y Cuervo y de María Luisa Rodríguez de Montes, filóloga que trabajó durante 20 años en el mismo instituto, su madre coleccionaba piedras de los lugares a donde viajaban de vacaciones, lo cual despertó el interés de Camilo Montes por la geología ya de niño heredó la curiosidad innata por la naturaleza que le rodea. Tiene 3 hermanos, su hermana mayor, María Emilia, es experta en etnolingüística; Joaquín es economista, quien ha trabajado en la Organización Mundial del Comercio, en Ginebra; y su hermano Arturo es físico e ingeniero eléctrico que labora en Estados Unidos.

## Trayectoria Profesional
Tras estudiar Geología en 1992 en la Universidad Nacional de Colombia, sede Bogotá, se trasladó a la University  of Tennessee System para graduarse en 1996 de la maestría en Geología y en 2001 un doctorado en  Geología, después en 2004 terminó un posdotorado en Geología en el Instituto Francés del Petróleo. El profesor Montes trabajó durante cinco años en Carbones del Cerrejón y luego regresó a la academia, a través del Instituto Smithsoniano de Investigaciones Tropicales, en Panamá. En 2012 llegó al departamento de Geociencias de la Universidad de los Andes, donde permaneció seis años. Recibió en 2015 el Premio a Científico del Año, otorgado por el diario El Espectador, y ha publicado más de 47 artículos científicos en revistas indexadas. Hoy hace parte del profesorado de la Universidad del Norte, con el que busca resaltar la importancia de la Región Caribe para el desarrollo de la geología en Colombia.

## Investigación
Camilo Montes ha investigado las diferentes estructuras geológicas del Caribe y de los Andes, implicando a Panamá, con el fin de saber la evolución tardía mesozoico-cenozoica del Caribe y la esquina noroeste de América del Sur y sus consecuencias que tiene profundas implicaciones en la atmósfera, la biología terrestre y océanos globales. Este geólogo estructural, que estudia la actividad tectónica en sistemas montañosos, se convierte en uno de los académicos contribuyentes de la asociación que promueve e impulsa desde 1936 la exploración científica, el aprovechamiento sostenible de los recursos naturales y la gestión en el desarrollo científico y académico del país.
Entre sus investigaciones, una de las más destacadas es la que refutó a la comunidad científica que se tenía sobre la historia geológica del Istmo de Panamá, que separa al Océano Atlántico y Pacífico. Desde 2012, cuando realizaba una investigación tectónica, Montes junto con el profesor Carlos Jaramillo y su equipo de trabajo establecieron una hipótesis que planteaba que el cierre entre América del Sur y del Norte no se había dado hace 3 millones de años, sino hace 15 millones de años. Por lo cual publicaron en la revista científica Science, en abril de 2015, un estudio que reveló, como la edad de los circones en un granito establecido en el Istmo de Panamá, databa de hace unos 13 o hasta 20 millones de años. Explicando que esta formación tuvo gran implicación sobre el origen y la evolución de la biodiversidad de la fauna y la flora tanto terrestre y marina.

## Publicaciones
- Camilo Montes, Agustín Cardona, C Jaramillo, A Pardo, JC Silva, V Valencia, C Ayala, LC Pérez-Ángel, LA Rodríguez-Parra, V Ramírez, H Niño. Middle Miocene closure of the Central American Seaway. 10 Apr 2015: Vol. 348, Issue 6231, pp. 226-229.
- Camilo Montes, Agustín Cardona, Rory McFadden, SE Morón, CA Silva, S Restrepo-Moreno, DA Ramírez, N Hoyos, J Wilson, D Farris, GA Bayona, CA Jaramillo, V Valencia, J Bryan, JA Flores. Evidence for middle Eocene and younger land emergence in central Panamá: Implications for Isthmus closure. GSA Bulletin (2012) 124 (5-6): 780–799.
- David W Farris, Carlos Jaramillo, Germán Bayona, Sergio A Restrepo-Moreno, Camilo Montes, Agustín Cardona, Andrés Mora, Robert J Speakman, Michael D Glascock, Víctor Valencia. Fracturing of the Panamanian Isthmus during initial collision with South American. Geology (2011) 39 (11): 1007–1010.

## Distinciones
- Miembro correspondiente de la Academia Colombiana de Ciencias (2018).[6]
- ISAG Travel Grant,Université Paul Savatier, 2002
- C. H. Gordon Award,The University of Tennessee, 2000
- G. D. Swingle Graduate Fellowship Award,The University of Tennessee, 2000